# The Sham Mirrors
The Sham Mirrors — третий студийный альбом норвежской авангард-метал-группы Arcturus, выпущенный 9 апреля 2002 года на лейбле Ad Astra Enterprises. Последний релиз группы, где вокалистом выступил Кристофер Рюгг.

## Отзывы критиков
| Оценки критиков     | Оценки критиков |
| Источник            | Оценка          |
| ------------------- | --------------- |
| AllMusic            | [ 2 ]           |
| Chronicles of Chaos | [ 1 ]           |
| metal.de            | [ 3 ]           |
| Rock Hard           | [ 4 ]           |
| Sonic Seducer       | (без оценки)    |

Альбом получил крайне положительные отзывы от музыкальных критиков. Уильям Йорк из AllMusic пишет, что эта музыка «не похожа ни на что другое, создаваемое в то время». Квентин Калис в статье для Chronicles of Chaos назвал альбом «потрясающим» и оценил его на 9.5 баллов из 10. Рецензент журнала Sonic Seducer пишет: «The Sham Mirrors — впечатляюще многогранное детище группы, которая как никогда ранее музыкально приблизилась к неописуемости своей творческой вселенной». Сам коллектив он описал как «возвышающихся правителей созданных ими сюрреалистических звуковых ландшафтов».

## Список композиций
| №                   | Название               | Длительность |
| ------------------- | ---------------------- | ------------ |
| 1.                  | «Kinetic»              | 5:25         |
| 2.                  | «Nightmare Heaven»     | 6:05         |
| 3.                  | «Ad Absurdum»          | 6:48         |
| 4.                  | «Collapse Generation»  | 4:13         |
| 5.                  | «Star-Crossed»         | 5:01         |
| 6.                  | «Radical Cut»          | 5:08         |
| 7.                  | «For to End Yet Again» | 10:33        |
| Общая длительность: | Общая длительность:    | 43:13        |

## Участники записи
Arcturus
- Кристофер Рюгг — вокал, продюсирование
- Кнут М. Валле[англ.] — гитара
- Хеллхаммер — ударные
- Даг Ф. Гравем — бас-гитара
- Стейнар Сверд Джонсен[англ.] — клавишные

Приглашённые музыканты
- Исан — вокал (в песне «Radical Cut»)
- Матиас Эйк[англ.] — труба (в песнях «Ad Absurdum», «Collapse Generation» и «Radical Cut»)

## Чарты
| Чарт (2002)                         | Высшая позиция |
| ----------------------------------- | -------------- |
| Финляндия (Suomen virallinen lista) | 39             |